# Grzegorz Wajda
Grzegorz "Moohoo" Wajda (ur. 21 stycznia 1974 w Tarnowie) – polski muzyk rockowy.
Od 1980 roku uczęszczał do Państwowej Podstawowej Szkoły Muzycznej w Tarnowie, gdzie rozpoczął naukę w klasie wiolonczeli, a w późniejszych latach doszła też nauka gry na fortepianie. W latach 1983–1985 był członkiem chóru katedralnego Pueri Cantores Tarnovienses, z którym koncertował w Polsce i za granicą. Na przełomie 1988 i 1989 zdał egzaminy do Państwowego Liceum Muzycznego w Tarnowie. W roku 1989 rozpoczął grę na gitarze basowej, a dzięki fascynacji dokonaniami zespołów takich jak: Deep Purple, Led Zeppelin, Rush, AC/DC, Iron Maiden czy Metallica poświęcał wiele czasu na ćwiczenia na tym instrumencie. 
Lata 1990-1993 przeznaczył głównie na doskonalenie umiejętności gry, ale pojawiał się też w różnych składach heavymetalowych (m.in. Tarland). W roku 1993 zaczął współpracę z tarnowskim zespołem Diverbium. Przez trzy lata zdobył wiele nagród i wyróżnień, grając z Diverbium na kilkunastu festiwalach w Polsce. W roku 1994 zespół nagrał i wydał swój pierwszy materiał w formie kasety pt. Kolęda Serc. W latach 1997–2003 Wajda był członkiem rockowego zespołu Anaconda z Tarnowa. Był to okres wielu koncertów, debiutu radiowo-telewizyjnego, ale też i pracy nad drugim albumem tej formacji. Płyta ta, zatytułowana Buntownik, ukazała się w listopadzie 2003. Od listopada 2005 Grzegorz Wajda jest członkiem zespołu Dzika Kiszka z Tarnowa.